# Panlong
Panlong léase Pan-Lóng (en chino:盘龙区,pinyin:Guāndù qū) es un distrito urbano bajo la administración directa de la ciudad-prefectura de Kunming. Se ubica al este de la provincia de Yunnan, sur de la República Popular China. Su área es de 886 km² y su población total para 2010 fue +800 mil habitantes.

## Administración
El distrito de Panlong se divide en 12 pueblos que se administran en subdistritos.